# ماثيو ريختر
ماثيو ريختر (بالإنجليزية: Matthew Richter)‏ هو فنان أمريكي، ولد في 9 أبريل 1968 في نيويورك في الولايات المتحدة.